# 에른스트 곰브리치
에른스트 곰브리치(영어: Ernst Hans Josef Gombrich, 1909년 3월 30일~2001년 11월 3일)은 오스트리아 비엔나에서 태어난 영국의 미술사학자로, 《서양미술사》의 저자이다.

## 서훈
- 1966년 대영 제국 훈장 3등급(CBE) 수훈[1]
- 1972년 기사작위(Knight Bachelor) 서임[2]
- 1988년 메리트 훈장(Order of Merit; OM)[3]

## 주해
1. ↑  1947년에 영국의 시민권을 등록했다.